# Église Saint-Martial de Saint-Martial (Charente-Maritime)
L'église Saint-Martial est une église située à Saint-Martial, dans le département français de la Charente-Maritime en région Nouvelle-Aquitaine.

## Historique
Citée en 1028 par sa vente à l'abbaye de Saint-Jean-d'Angély par une certaine Alearde, elle fait partie du "blanc manteau d'églises" évoqué au XIe siècle par Raoul Glaber, l'Europe, après les angoisses de l'an mil, se couvrant de nouveaux sanctuaires en pierres. La partie inférieure de la façade remonte sans doute aux XIe et XIIe siècles ; ouverte par un large portail aux motifs abstraits marqués par une évidente influence arabo-andalouse (mosquée-cathédrale de Cordoue), elle montre également une corniche ornée de modillons parfois savoureux, dont ceux évoquant les péchés : un bol pour la gourmandise, une femme aux jambes ouvertes pour la luxure. Portail restauré en 1992. À l'arrière a été remonté un Christ du XIe siècle très fruste sans doute encadré à l'origine par le Tétramorphe(?). Le reste de l'édifice est une reconstruction du XVIe siècle.
L'église est inscrite au titre des monuments historiques par arrêté du 6 décembre 1948.

## Galerie

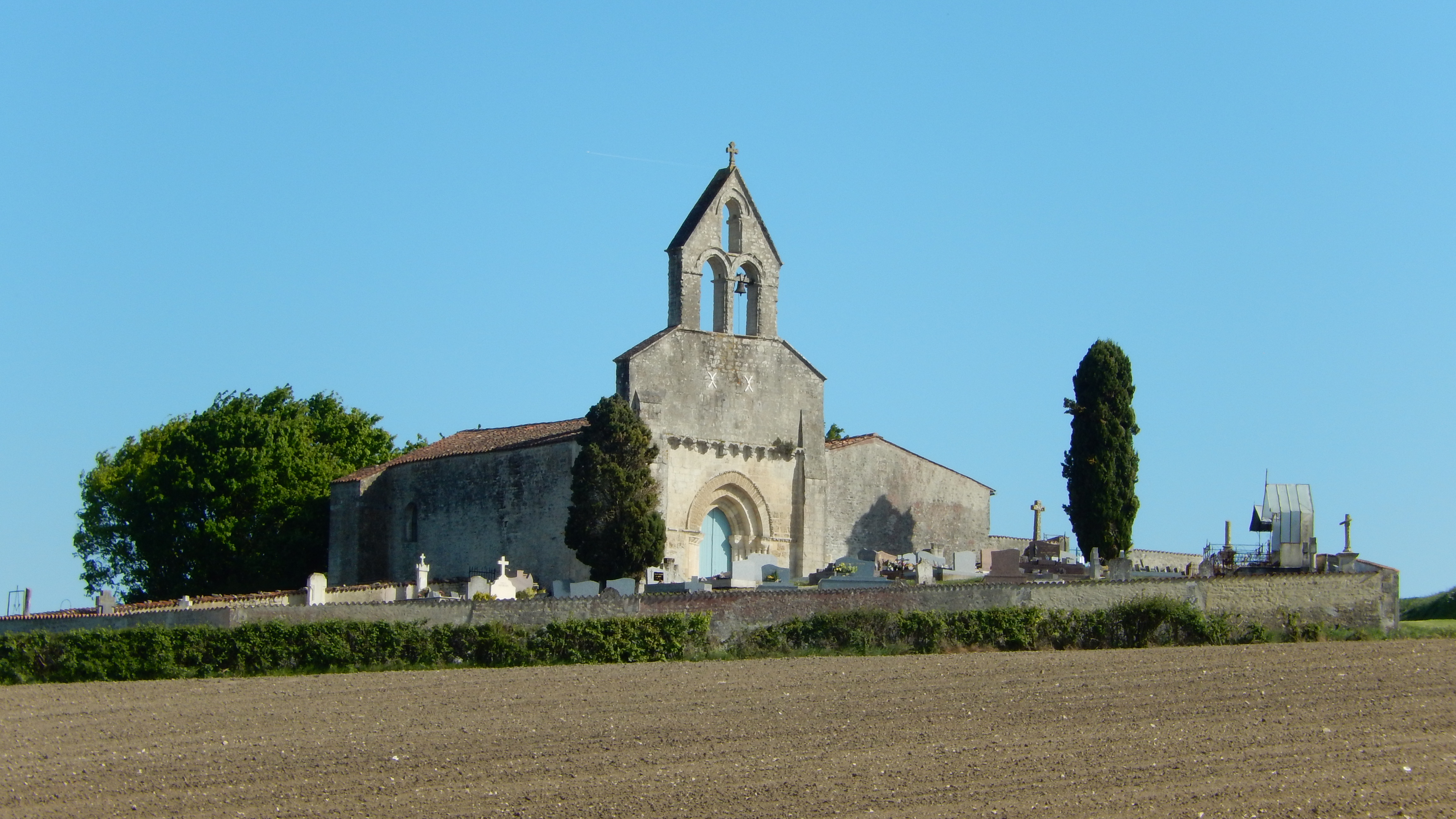
Église Saint-Martial de Saint-Martial
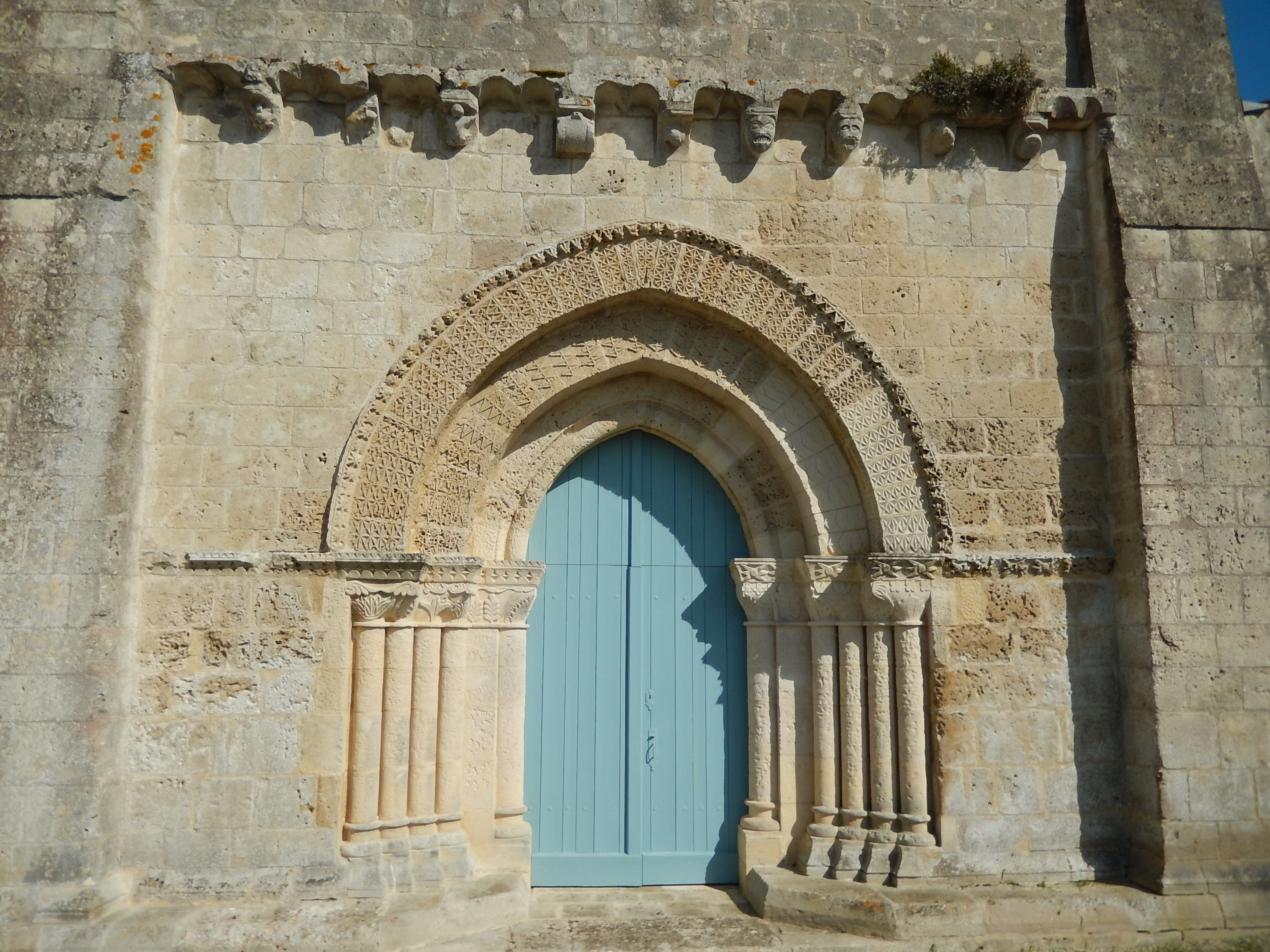